# Глинкова словацкая народная партия

Флаг Глинковой словацкой народной партии и Глинковой гвардии (1 вариант)

Гли́нкова слова́цкая наро́дная па́ртия (словац. Hlinkova slovenská ľudová strana, HSĽS) — клерикально-фашистская христианская ультранационалистическая словацкая партия, существовавшая в 1906—1945 в Австро-Венгрии, Чехословакии. Правящая партия однопартийной системы Первой Словацкой республики.

## Названия
- 1906—1925: Словацкая народная партия (словац. Slovenská ľudová strana)
- 1925—1938: Глинкова словацкая народная партия (словац. Hlinkova Slovenská ľudová strana)
- 1938—1945: Глинкова словацкая народная партия — Партия словацкого национального единства (словац. Hlinkova Slovenská ľudová strana - Strana slovenskej národnej jednoty)

## История
Неофициально ГСНП была основана ещё в 1906 году М. Годжей, Ф. Скицаком и А. Ратом, официально в 1913, когда участвовала в выборах в австро-венгерский парламент. В 1920 участвовала в выборах в чехословацкий парламент. Выступала за автономию Словакии в рамках Чехословакии. До 1938 главой партии был Андрей Глинка.
В 1920 партия насчитывала 11953 членов, с 1927 участвовала в правительстве, но в 1929 вышла в связи с арестом Войтеха Туки. 8 мая 1930 ГСНП подала проект закона об автономии Словакии. С середины 30-х тесно сотрудничала со Словацкой Национальной Партией, с ОУН, позже и с венгерскими и немецко-судетскими сепаратистами. В партии постепенно становились популярны идеи итальянского и австрийского фашизма. В 1936 году девизом партии стало: «Один народ, одна партия, один вождь». В то время в ГСНП насчитывалось 36000 членов. 10 октября 1938 провозгласила в Жилине автономию Словакии. После провозглашения подконтрольной Третьему рейху Первой Словацкой республики произошло слияние с рядом словацких партий и ГСНП стала фактически единственной словацкой партией. Опорой партии было католическое духовенство, предприниматели и интеллигенция. ГСНП стала проводить жёсткую политику по отношению к оппозиционным левым силам, но до открытого террора не скатывалась. ГСНП тесно сотрудничала с немецкими национал-социалистами. 
1 сентября 1944 года нелегальный Словацкий национальный совет запретил ГСНП на территории, контролируемой партизанами. В 1945 году партия была полностью запрещена, её лидеры арестованы. Часть либерального крыла влилась в 1945 году в Демократическую партию, часть эмигрировала.